# PZL P.7
PZL P.7 byl polský stíhací letoun užívaný počátkem druhé světové války po přepadení Polska. První prototyp PZL P-7/I vzlétl v říjnu 1930 osazený výškovým hvězdicovým devítiválcem Bristol Jupiter VII-F s kompresorem o maximálním výkonu 388 kW následovaný druhým prototypem PZL P-7/II v březnu 1931.
Po vojskových zkouškách prototypů a řadě úprav se roku 1932 rozběhla sériová výroba PZL P-7A ve třech výrobních blocích s celkovou produkcí 149 strojů. Jako první je do výzbroje zařadila Eskadra 111 „Kosciuszkowska“ 1. leteckého pluku ve Varšavě, poté následovaly stíhací eskadry 2., 3. a 4. leteckého pluku. Počátkem roku 1935 byly postupně vyřazovány z bojových jednotek ke školním a výcvikovým letkám či do skladů záloh. K 1. září 1939 se však nacházelo ještě 106 strojů ve službě. V této době však už se jednalo o beznadějně zastaralý typ, který měl proti moderním německým stíhačkám minimální šance. Nezávisle na armádním letectvu vznikla ve Vyšší škole pilotáže v Dęblině improvizovaná „Grupa Deblińska“ s letouny P-7A, složená z pilotů instruktorů. U této jednotky operoval i jeden z pozdějších velitelů polské 303. perutě RAF a druhý nejúspěšnější polský pilot v RAF, Witold Urbanowicz.
Byl používán v Rumunsku, kam po zhroucení polské obrany přeletělo 17. září 1939 10 těchto strojů a jako kořistní používala tyto letouny i Luftwaffe.

## Specifikace

### Technické údaje
- Osádka: 1 pilot
- Rozpětí: 10,57 m
- Délka: 6,98 m
- Výška: 2,69 m
- Nosná plocha: 17,90 m²
- Plošné zatížení: - kg/m²
- Hmotnost prázdného letounu: 1090 kg
- Max. vzletová hmotnost : 1476 kg
- Pohonná jednotka: 1× Škoda-Bristol Jupiter VII F, hvězdicový devítiválec chlazený vzduchem
- Výkon pohonné jednotky: 520 k (388 kW)

### Výkony
- Maximální rychlost: 327 km/h
- Cestovní rychlost: 285 km/h
- Dolet: 600 km
- Dostup: 8500 m
- Stoupavost: 10,4 m/s

### Výzbroj
- 2× kulomet Vickers E ráže 7,92 mm